# Baraya
Baraya là một khu tự quản thuộc tỉnh Huila, Colombia. Thủ phủ của khu tự quản Baraya đóng tại Baraya Khu tự quản Baraya có diện tích 737 ki lô mét vuông. Đến thời điểm ngày 28 tháng 5 năm 2005, khu tự quản Baraya có dân số 8092 người.